# Beleza Pura (trilha sonora)

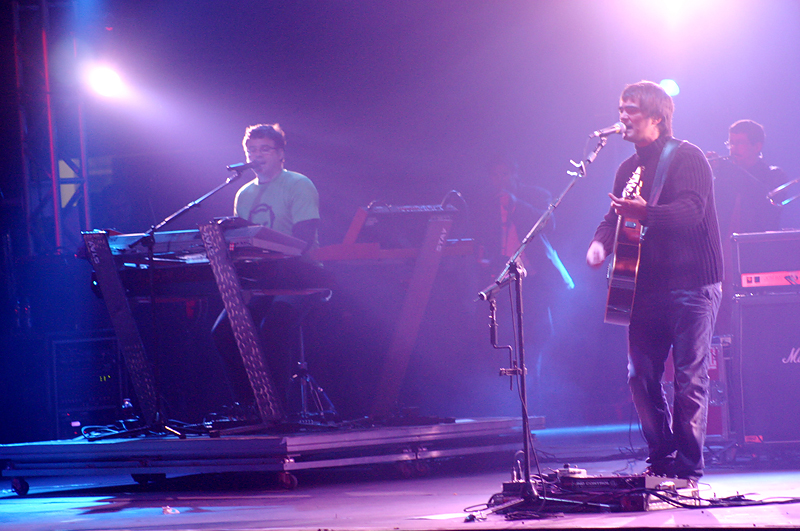
A banda Skank gravou a canção "Beleza Pura" para a trilha sonora da telenovela de mesmo nome.

A seguir apresentam-se os lançamentos discográficos de Beleza Pura, uma telenovela brasileira de autoria de Andréa Maltarolli produzida pela rede de televisão Rede Globo e exibida no horário das 19 horas de 18 de fevereiro a 12 de setembro de 2008, substituindo Sete Pecados (2007) e sendo sucedida por Três Irmãs (2008) ao fim de 179 capítulos. O elenco principal inclui vários atores e atrizes. Dentre estes, estão incluídos Edson Celulari, Regiane Alves, Christiane Torloni, Isis Valverde, Reginaldo Faria, Marcelo Faria, Zezé Polessa, Humberto Martins, Carolina Ferraz, Isis Valverde, e Maria Clara Gueiros.
Durante a sua exibição original, foram lançados três álbuns de compilação no formato de trilha sonora pela gravadora Som Livre. Estes são a trilha nacional, internacional e instrumental, sendo que a nacional contém músicas cantadas em língua portuguesa e por cantores do Brasil, a internacional contém músicas cantadas em língua inglesa e por cantores internacionais e a instrumental apresenta os temas instrumentais da telenovela.

## Nacional
O disco com as canções em português foi lançado poucos meses após o início da telenovela sob o formato Compact Disc (CD). Apresenta a imagem do actor principal Edson Celulari, intérprete do personagem Guilherme Medeiros, na capa.
| Versão padrão (6632411) |                                                    |                             |                         |         |  |
| N.º                     | Título                                             | Música                      | Personagem(ns)          | Duração |  |
| 1.                      | "Dois Lados"                                       | Frejat                      | Norma                   | 3:06    |  |
| 2.                      | "Beleza Pura"                                      | Skank                       | Abertura                | 4:14    |  |
| 3.                      | "Independente (Ladies Night)"                      | Wanessa Camargo             | Locação                 | 3:04    |  |
| 4.                      | "Vem pra Ficar"                                    | Mônica Besser               | Klaus, Fernanda e Luiza | 3:16    |  |
| 5.                      | "Madrugada"                                        | João Estrella               | Locação                 | 3:43    |  |
| 6.                      | "Veja Bem, Meu Bem"                                | Ney Matogrosso              | Helena                  | 3:44    |  |
| 7.                      | "Me Deixa em Paz"                                  | Teresa Cristina e Seu Jorge | Ivete e Gaspar          | 3:46    |  |
| 8.                      | "Tu Sais Je Vais T'Aimer (Eu Sei que Vou te Amar)" | Nana Caymmi e Marcio Faraco | Guilherme e Joana       | 4:46    |  |
| 9.                      | "Coisas do Coração"                                | José Augusto                | Eduardo e Débora        | 4:04    |  |
| 10.                     | "Acontece"                                         | Jane Duboc                  |                         |         |  |
| 11.                     | "Coração Vagabundo"                                | Ana Cañas                   | Renato                  | 4:30    |  |
| 12.                     | "Malemolência"                                     | Céu                         | Felipe                  | 3:43    |  |
| 13.                     | "Pé no Nabo"                                       | Sandra Peres                | Joana                   | 3:20    |  |
| 14.                     | "Argumento"                                        | Paulinho da Viola           | Locação                 | 3:15    |  |
| 15.                     | "Esnoba"                                           | Moinho                      | Robson e Rakelli        | 3:27    |  |

## Internacional
O disco com as canções em inglês foi lançado em 2008 e apresenta o logótipo da telenovela em sua capa.
| Versão padrão (6707726) |                               |                                           |                   |         |  |
| N.º                     | Título                        | Música                                    | Personagem(ns)    | Duração |  |
| 1.                      | "Apologize"                   | Timbaland com participação de OneRepublic | Guilherme e Joana | 3:03    |  |
| 2.                      | "I'll Be Waiting"             | Lenny Kravitz                             | Renato            | 4:27    |  |
| 3.                      | "Tattoo"                      | Jordin Sparks                             | Locação           | 3:52    |  |
| 4.                      | "With You"                    | Chris Brown                               | Klaus e Fernanda  | 4:25    |  |
| 5.                      | "Love Song"                   | Sara Bareilles                            | Felipe e Luiza    | 4:25    |  |
| 6.                      | "Mercy"                       | Duffy                                     | Suzy e Raul       | 3:30    |  |
| 7.                      | "Set Me Free (Unplugged)"     | House Boulevard                           | Locação           |         |  |
| 8.                      | "So Small"                    | Carrie Underwood                          |                   | 3:44    |  |
| 9.                      | "Show Me"                     | John Legend                               | Locação           | 5:00    |  |
| 10.                     | "One of Those Nights"         | Heath Brandon                             | Sônia             | 4:00    |  |
| 11.                     | "Those Dancing Days Are Gone" | Carla Bruni                               | Ivete e Gaspar    | 3:55    |  |
| 12.                     | "What I Miss About You"       | Katie Melua                               | Eduardo e Débora  | 3:49    |  |
| 13.                     | "Never Meant To Hurt You"     | Wire Daisies                              | Romântico geral   | 4:50    |  |
| 14.                     | "Disco Lies"                  | Moby                                      | Norma             | 3;24    |  |
| 15.                     | "Set Me Free"                 | House Boulevard                           | Geral             | 5:35    |  |
| 16.                     | "Never Can Say Goodbye"       | Gloria Gaynor                             | Rakelli           | 3:35    |  |

## Instrumental
Em 2009, foi lançado um disco com os instrumentais da telenovela. A sua capa apresenta o logótipo de Beleza Pura. Embora seja um álbum de instrumentais, não apresenta a música de abertura.
Toda as músicas produzidas por Rodolpho Rebuzzi.
Todas as músicas compostas por André Sperling e Rodolpho Rebuzzi.
| Versão padrão |                            |                                        |         |  |
| N.º           | Título                     | Personagem(ns)                         | Duração |  |
| 1.            | "Carcará Flight/Normalize" | Carcará, Norma                         |         |  |
| 2.            | "People"                   | Joana                                  |         |  |
| 3.            | "Samba Funk"               | Rakelli                                |         |  |
| 4.            | "Seduction"                | Norma                                  |         |  |
| 5.            | "Erik"                     | Erik                                   |         |  |
| 6.            | "She is Alive"             | Perseguições dos diamantes             |         |  |
| 7.            | "Neon Queen"               | Norma                                  |         |  |
| 8.            | "Os Tralhas"               | José Henrique e Sheila                 |         |  |
| 9.            | "Panoramic"                | Norma                                  |         |  |
| 10.           | "Invocation"               |                                        |         |  |
| 11.           | "Metidão (Power)"          | Vítimas do Carcará atrás dos diamantes |         |  |
| 12.           | "Recrudescense"            | Ação                                   |         |  |
| 13.           | "Sad & Mournfull"          | Renato e Helena                        |         |  |
| 14.           | "Sad Helicopter"           | Investigações de Guilherme             |         |  |